# الجيش الأسود المجري
الجيش الأسود ( (بالمجرية: Fekete sereg) (باللاتينية: Legio Nigra )، ويُعرف أيضًا باسم الفيلق الأسود أو الفوج الأسود. هو جيش من المرتزقة المحترفين الذين خدموا خلال فترة حكم الملك ماتياس كورفينوس. ظهر الجيش الأسود لأول مرة خلال فترة حكم والده يوحنا هونياد.
ما يميز الجيش الأسود عن جيوش المرتزقة الأخرى في ذلك العصر هو أنهم كانوا مرتزقة محترفين وليسوا مؤقتين.
ظهرت نواة وأساس هذا الجيش المرتزق في عهد يوحنا هونياد والد الملك ماتياس كورفينوس في أوائل الأربعينيات من القرن الخامس عشر. جاءت فكرة جيش المرتزقة المحترف من قراءات ماتياس للأحداث عن حياة يوليوس قيصر . 
عمل الجيش الأسود في المجر في الأعوام من 1458م إلى 1494م. الجنود المرتزقة في الدول الأخرى في ذلك العصر، كان يتم تجنيدهم من عامة السكان في أوقات الأزمات، وكان الجنود يعملون خبازين ومزارعين وصانعي طوب وما إلى ذلك معظم أيام العام. وفي المقابل، قاتل رجال الجيش الأسود كمرتزقة يتقاضون أجورًا جيدة وبدوام كامل وكانوا مخلصين تمامًا لفنون الحرب. لقد كان جيشًا من المرتزقة الدائمين الذي غزا أجزاء كبيرة من النمسا، بما في ذلك العاصمة فيينا عام 1485م، وأكثر من نصف أراضي التاج البوهيمي (مورافيا وسيليزيا وكلتا لوساتيا)، وقد حقق نصرا مهما على العثمانيين. في معركة حقل الخبز عام 1479م.
لم يكن الجيش الأسود هو جيش المرتزقة الكبير الوحيد التابع لماتياس كورفينوس. كانت القلاع الحدودية في الشمال والغرب والشرق تخضع لحراسة في الغالب من قبل حاشية النبلاء المحليين، بتمويل من إيرادات النبلاء الخاصة؛ لكن المنطقة الحدودية العثمانية في جنوب المجر كان بها جيش نظامي كبير محترف يدفع له الملك. على عكس جنود الجيش الأسود، تم تدريب حاميات المرتزقة الكبيرة هذه للدفاع عن القلعة. ولم يكن أي حاكم أوروبي معاصر آخر قادراً على الحفاظ على قوتين دائمتين متوازيتين كبيرتين لفترة طويلة. 
كانت وفاة ماتياس كورفينوس هي نهاية الجيش الأسود. نجحت الطبقة النبيلة للبرلمان في تقليل العبء الضريبي بنسبة 70-80 بالمائة، على حساب قدرة البلاد على الدفاع عن نفسها،  وبالتالي لم يتمكن الملك المنتخب حديثًا فلاديسلاف الثاني من تغطية تكاليف الجيش.  تبرع الملك فلاديسلاف الثاني بمعظم الإقطاهات الملكية  والإتاوات للنبلاء. بعد حل الجيش الأسود، قام أقطاب المجر أيضًا بتفكيك أنظمة الإدارة الوطنية والبيروقراطية في جميع أنحاء البلاد. تراجعت دفاعات البلاد بسبب عدم دفع أجور حرس الحدود وحاميات القلاع، وتدهورت الحصون، وتم إحباط مبادرات زيادة الضرائب لتعزيز الدفاعات. 

## أصل التسمية

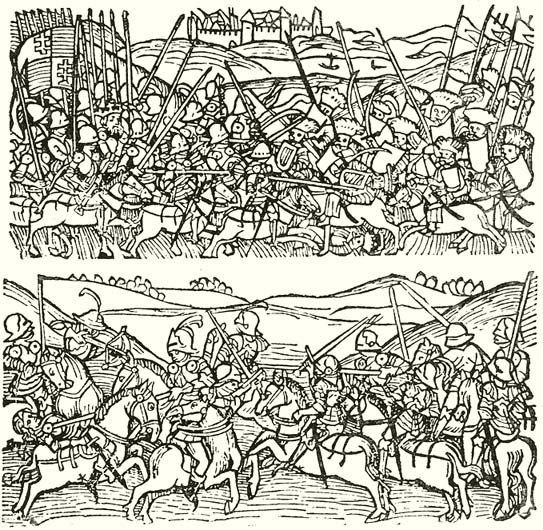
الأعلى: فرسان الجيش الأسود يقاتلون مع سلاح الفرسان العثماني. الأسفل: تدريب الفرسان. نقش من تاريخ Thuróczy (1488م).

توجد عدة نظريات حول اسم الجيش. تظهر الحسابات المسجلة الأولى التي تستخدم الوصف "الأسود" في مذكرات مكتوبة مباشرة بعد وفاة ماتياس كورفينوس، عندما كان هذا الجيش ينهب القرى المجرية، ثم النمساوية لاحقًا، بسبب أنهم لم يتلقوا أجورهم. إحدى الأفكار هي أنهم اعتمدوا الصفة من الكابتن يوحنا هوغويتز "الأسود" (Black John Haugwitz)، الذي أكسبه لقبه "الأسود" شهرة كافية من التقدير ليتم تسمية الجيش ككل على لقبه. 

## إصلاحات مشروع الجيوش الإقطاعية والجباية التقليدية

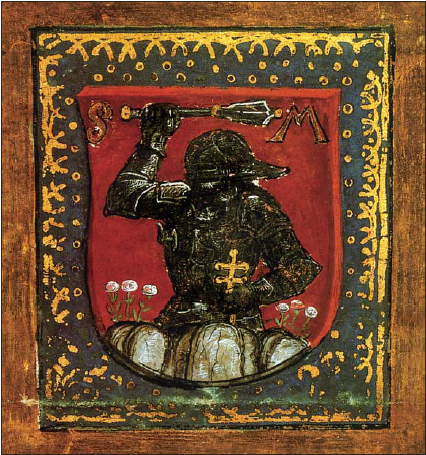
فارس من الجيش الأسود.

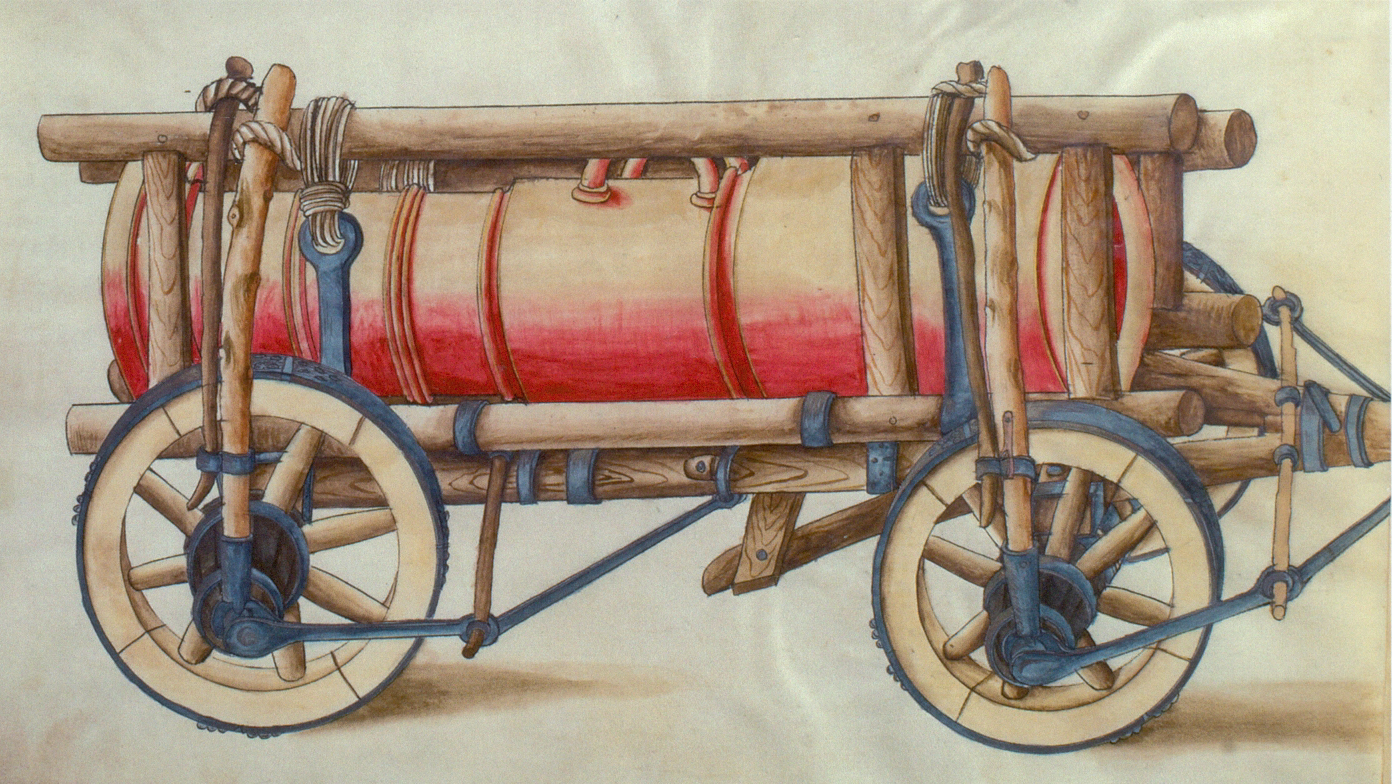
يورغ كولديرر : مدفع حصار من العيار الكبير من سلسلة "الفيل" لماتياس كورفينوس.

في السنوات الأولى من حكم ماتياس، تم بناء هيكل تجنيد القوات على إرث سلفه سيغيسموند ملك لوكسمبورغ . يتألف غالبية جيشه من الرايات النبيلة  والجنود الذين يتم توفيرهم وتنظيمهم من قبل <b>ميليشيا البوابات</b>،  التي حددت أنه مقابل كل عشرين قطعة أرض (حرفيًا "بوابات")، يعير كل نبيل رامي سهام واحد للملك. في وقت لاحق، تمت إعادة النظر في هذا الالتزام، وتم تغيير الحد إلى رامي سهام واحد لكل 33 بوابة وثلاثة رماة راكبين لكل 100 بوابة. أولئك الذين لم يكن لديهم أقنان ولكنهم يمتلكون قصورًا كنبلاء كان عليهم الانضمام إلى الكونت الإقليمي في حالة الحرب. لم يكن هناك عدد كبير من المرتزقة في الجيش المجري خلال السنوات الأولى لماتياس.

## من مرتزقة إلى جنود يتقاضون رواتب بانتظام
وعلى الرغم من أن هذه الجهود كانت سليمة، إلا أن الطريقة التي تم تنفيذها بها لم تخضع للإشراف بأي شكل من الأشكال. في عام 1458م، استعار ماتياس ما يصل إلى 500 من سلاح الفرسان الثقيل من الملك البوهيمي، جورج بودبرادي، لتعزيز وضعه في وطنه ضد الإقطاعيين المنافسين له. يمثل هذا نقطة التحول بعيدًا عن ألوية النبلاء التي عفا عليها الزمن إلى جنود ماهرين ذوي ثروة (في هذه الحالة، كانوا من بقايا الهوسيين، الذين قام الجيش الأسود بتعديل تكتيكاتهم القتالية لاحقًا).  احتاج ماتياس إلى المزيد من المحاربين القدامى المتمرسين، لذلك اختار تسوية مجموعة من الفارين من الجيش التشيكي المارقين بقيادة يوحنا جيسكرا الذين كانوا ينهبون بالفعل الريف الشمالي بحثًا عن الغنائم اليومية. حصل يوحنا جيسكرا على وعد بالعفو الملكي وقلعتين، سوليموس وليبا (الآن شويموس وليبوفا)، في معاهدة سلام وينر نويشتات عام 1463م، وتلقى جنوده مبلغًا قدره 25000 دوكات . وتمركز في البوسنة لمحاربة العثمانيين في العام التالي.  في السابق، في عام 1462م، أرسل الملك رسالة إلى فرسانه مفادها أنه يجب عليه استئجار 8000 من سلاح الفرسان لبدء حرب مقدسة ضد الدولة العثمانية فقط إذا قام البندقية - وفقًا لوعدهم - بتغطية النفقات ولكن لسوء المجريين، كانت هذه المساعدة يتم تأجيلها من وقت إللى آخر. ظهر أول تجنيد كبير وجماعي للمرتزقة خلال الحروب البوهيمية (1468م-1478م)، في حين تم دمج نواة المشاة الملكية، وهي قوة قوامها 6000-8000 رجل مسلح، في الجيش الأسود. 

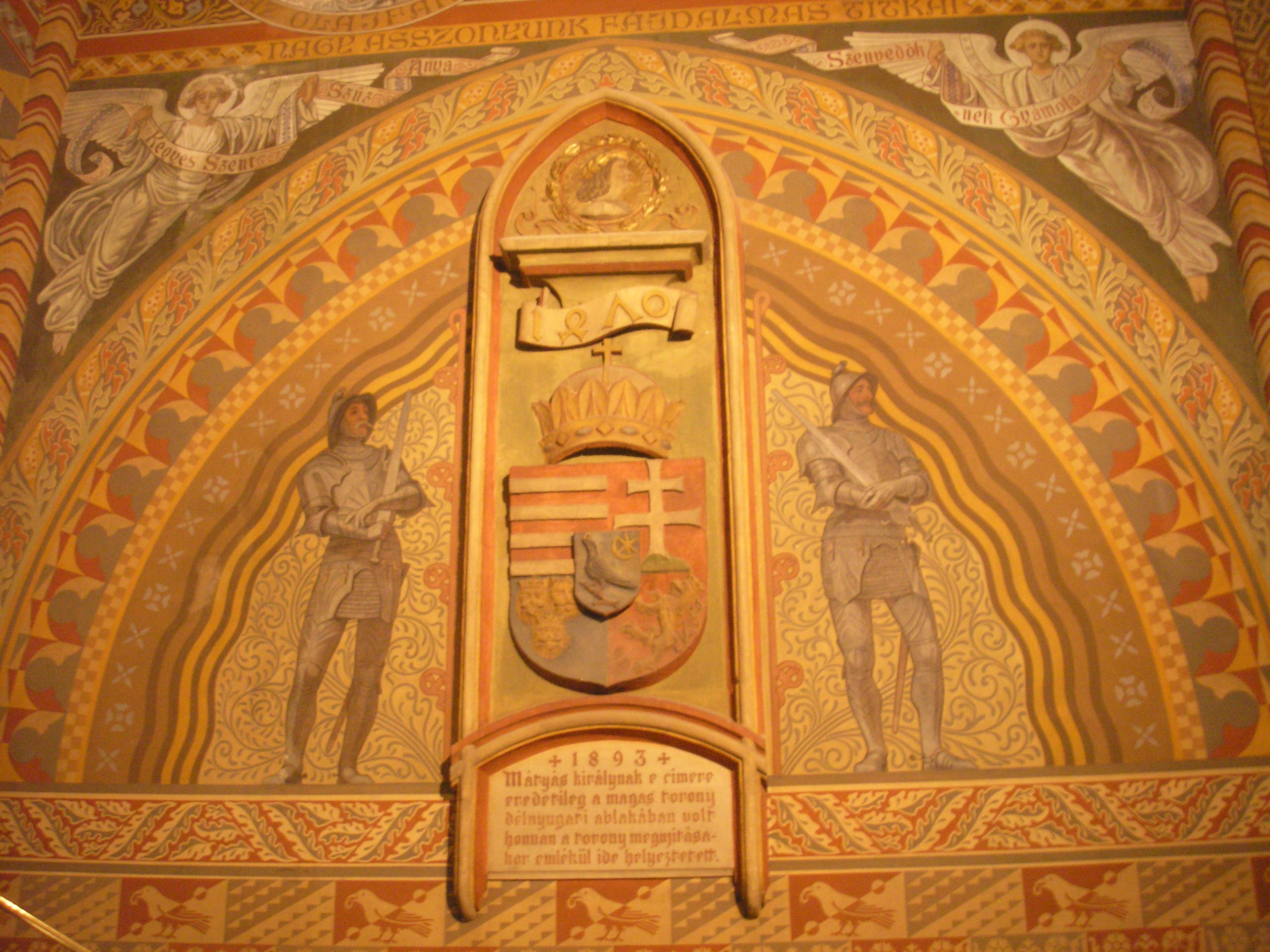
شعار العصور الوسطى لماتياس كورفينوس، يحرسه ضباط مشاة ثقيلون من الجيش الأسود. كنيسة ماتياس، بودابست. تم تجديد الآثار الفنية التالفة في عام 1893م.

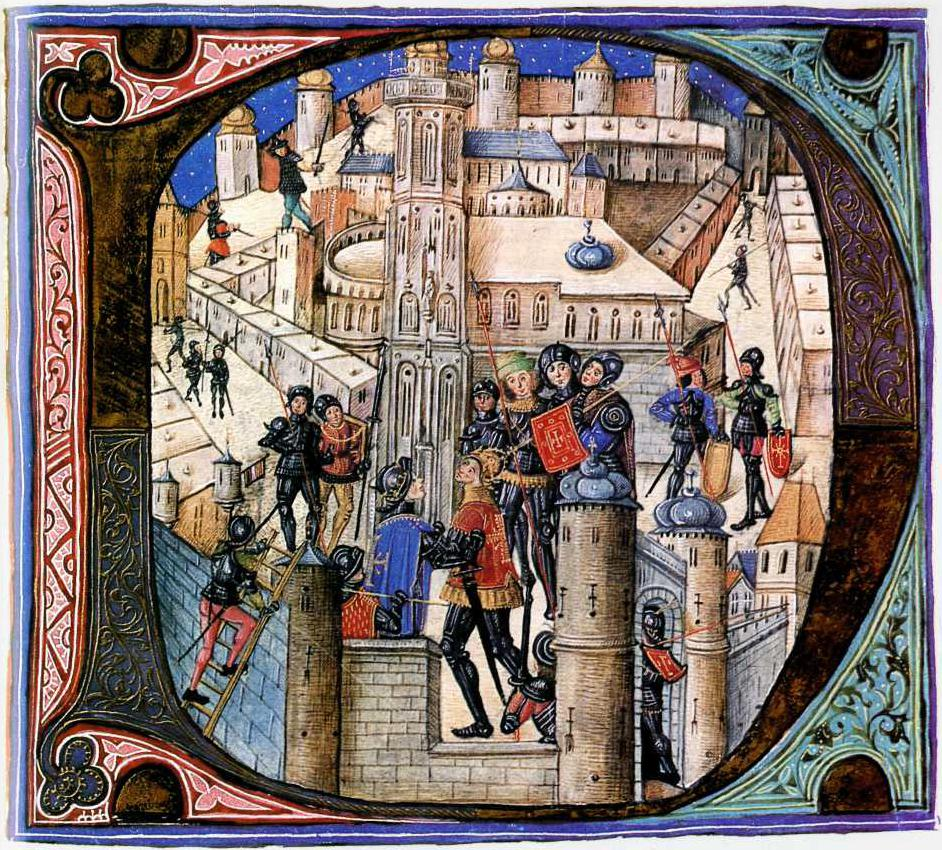
مشاة الجيش الأسود في قلعة في ثمانينيات القرن الخامس عشر.

## نهاية الجيش الأسود

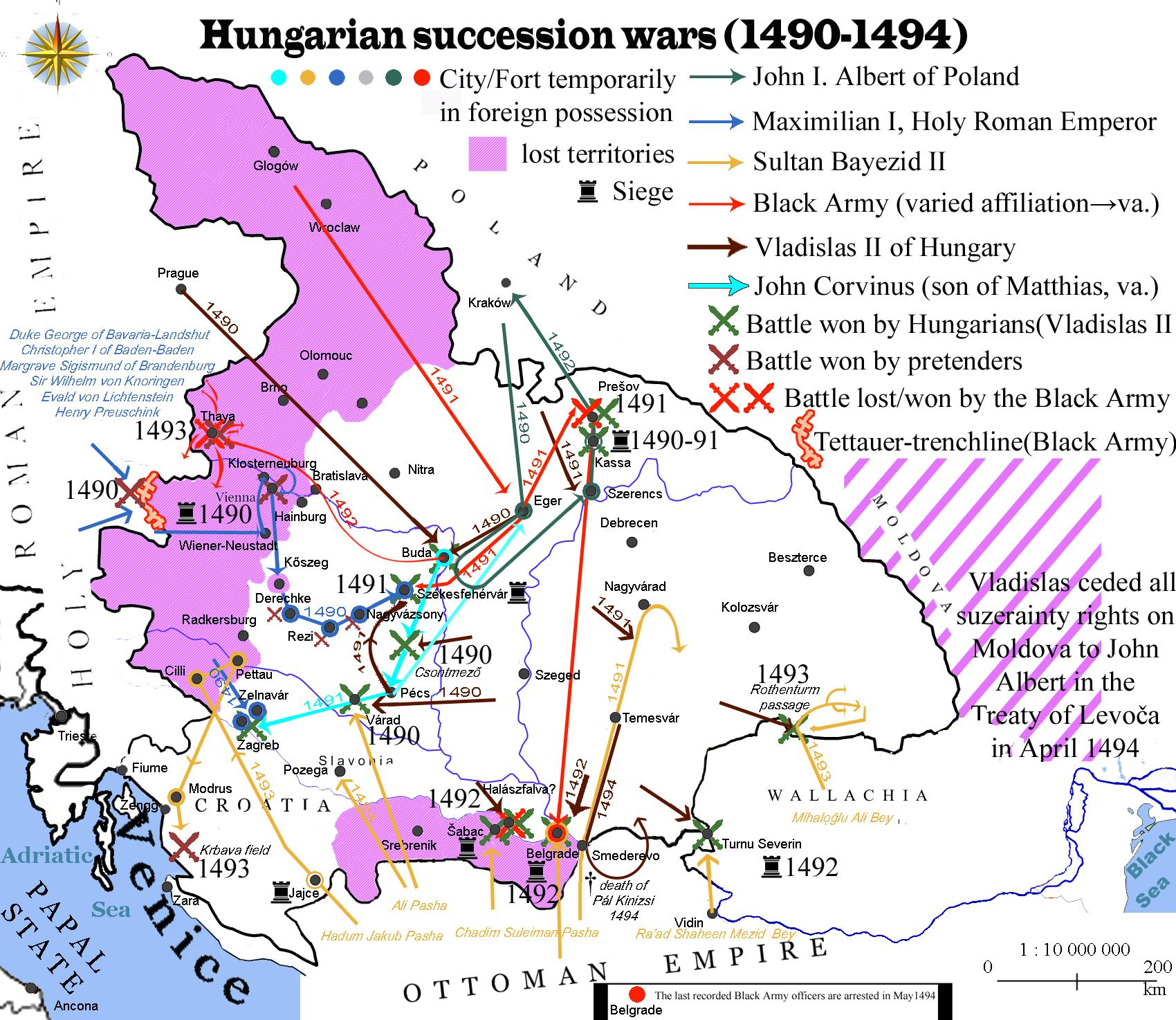
أنشطة الجيش الأسود بعد وفاة الملك ماتياس

بعد وفاة الملك ماتياس كورفينوس عام 1490م، واجه الجيش الأسود (Fekete sereg) في المجر تغييرات وتحديات كبيرة. فيما يلي ملخص لأفعاله ومصيره النهائي:
1. أزمة القيادة والانحدار:
  - بعد وفاة ماتياس، شهدت المجر فراغاً في السلطة وعدم استقرار سياسي. بدأ الجيش الأسود، الذي كان قوة هائلة ومنظمة جيدًا تحت قيادة ماتياس، يعاني من نقص القيادة والتوجيه.
2. الصراعات من أجل السيطرة:
  - ناضل قادة الجيش، الذين باتوا بدون السلطة المركزية القوية لماتياس، للحفاظ على الانضباط والتماسك. تنافست الفصائل المختلفة داخل الجيش للسيطرة، مما أدى إلى صراعات داخلية.
3. فقدان التمويل:
  - كان أحد القضايا الحرجة هو فقدان التمويل المنتظم. في عهد ماتياس، كان الجيش الأسود ممولًا ومجهزًا بشكل جيد. بعد وفاته، لم يتمكن الحكام الجدد في المجر من الحفاظ على نفس مستوى الدعم المالي أو لم يرغبوا في ذلك، مما أدى إلى هروب الجنود وتراجع فعالية الجيش.
4. معركة برانش (1492م):
  - تعرض الجيش الأسود لهزيمة كبيرة في معركة برانش (1492م) على يد القوات المشتركة للنبلاء، الذين سعوا للحد من قوة الجنود المرتزقة واستعادة القوات الإقطاعية التقليدية.
5. التفكك والتشتت:
  - بحلول أوائل تسعينيات القرن الخامس عشر، كان الجيش الأسود الذي كان قوياً في السابق قد تفكك إلى حد كبير. تحول العديد من جنوده إلى قطاع طرق، مما تسبب في مزيد من الاضطرابات في المنطقة.

قبل وفاة الملك ماتياس في 6 أبريل 1490م، طلب من القادة والنبلاء تعهد القسم لابنه يوحنا كورفينوس وتأمين خلافته على العرش، على الرغم من أن يوحنا كان أكبر إقطاعي في المجر وكان يتولى قيادة الجيش الأسود، إلا أن زوجة أبيه الملكة بياتريس النابولية دعت وريثين ملك ألمانيا ماكسيميليان الأول والأمير البولندي يوحنا الأول ألبرت  لعقد اجتماع في بودا لمناقشة من الذي يرث العرش، استند الأول في ادعائه إلى معاهدة السلام في فينر نويشتات، والأخير على روابطه العائلية، علاوة على ذلك، دعا البارونات المجريون متظاهرًا ثالثًا، وهو ملك بوهيميا وشقيق يوحنا ألبرت، فلاديسلاف الثاني، بعد أن ألغى البارونان حق يوحنا كورفينوس، هرب من العاصمة وانتقل إلى بيتش، فتعرض للهجوم في منتصف الطريق في قرية زاباتون وتعرض لهزيمة تمكن من الانسحاب سالما منها، لم يشارك الجيش الأسود بعد حيث كان أغلبهم عالقًا في سيليزيا وستيريا، انضم قائدا الجيش الأسود المشهوران بليز ماجيار وبول كينيزي إلى جانب المتنافسين على العرش، يوحنا ألبرت وفلاديسلاف، على التوالي. وأصبح الأخير فيما بعد هو الملك المعترف به. 

## روابط خارجية
- تكتيكات وهيكل الجيش الأسود